# Apostolska nunciatura v Republiki Kongo
Apostolska nunciatura v Republiki Kongo je diplomatsko prestavništvo (veleposlaništvo) Svetega sedeža v Republiki Kongo, ki ima sedež v Brazzavilleju.
Trenutni apostolski nuncij je Jan Romeo Pawłowski.

## Seznam apostolskih nuncijev
- Pietro Sigismondi (16. december 1949–1954)
- Alfredo Bruniera (12. december 1954–25. april 1959)
- Vito Roberti (13. oktober 1962–1963)
- Mario Tagliaferri (5. marec 1970–25. junij 1975)
- Oriano Quilici (13. november 1975–26. junij 1981)
- John Bulaitis (21. november 1981–11. julij 1987)
- Beniamino Stella (7. november 1987–15. december 1992)
- Diego Causero (1993–1995)
- Luigi Pezzuto (7. december 1996–22. maj 1999)
- Mario Roberto Cassari (3. avgust 1999–31. julij 2004)
- Andrés Carrascosa Coso (31. julij 2004–12. januar 2009)
- Jan Romeo Pawłowski (18. marec 2009–danes)